# 4623 Obraztsova
4623 Obraztsova eller 1981 UT15 är en asteroid i huvudbältet som upptäcktes den 24 oktober 1981 av den ryska astronomen Ljudmila Tjernych vid Krims astrofysiska observatorium på Krim. Den är uppkallad efter Elena Obraztsova.
Den tillhör asteroidgruppen Koronis.